# President del Kirguizstan
El president del Kirguizstan, oficialment el president de la República Kirguís (en kirguís: Кыргыз Республикасынын Президенти, en rus: Президент Киргизской Республики), és el cap d'Estat i cap de Govern de la República Kirguís. El president dirigeix el poder executiu del govern nacional, és el comandant en cap de l'exèrcit kirguís i també dirigeix el Consell de Seguretat Nacional.
El càrrec de president es va crear en 1990 per a substituir al de president del Soviet Suprem del Kirguizstan, que existia, sota diferents formes, des de 1936, quan el país era conegut com a República Socialista Soviètica del Kirguizstan.

## Llista de presidents del Kirguizstan
Informació actualitzada per un bot. Els canvis manuals es perdran quan s'actualitzi!
| Imatge | Titular             | Gènere  | Partit                            | Des de     | Fins a     | Anys             | Electe a                                         |  |
| ------ | ------------------- | ------- | --------------------------------- | ---------- | ---------- | ---------------- | ------------------------------------------------ |  |
|        | Ixenbai Kadurbekov  | masculí |                                   | 24.03.2005 | 25.03.2005 | 0 anys, 1 dia    | ad interim                                       |  |
|        | Almazbek Atambàiev  | masculí |                                   | 01.12.2011 | 24.11.2017 | 5 anys, 358 dies | eleccions presidencials del Kirguizstan de 2011  |  |
|        | Kurmanbek Bakíev    | masculí | Moviment Popular del Kirguizistan | 14.08.2005 | 15.10.2007 | 2 anys, 62 dies  | eleccions presidencials del Kirguizstan de 2005  |  |
|        | Kurmanbek Bakíev    | masculí | candidat independent              | 25.03.2005 | 14.08.2005 | 0 anys, 142 dies | ad interim                                       |  |
|        | Kurmanbek Bakíev    | masculí |                                   | 15.10.2007 | 02.08.2009 | 1 any, 291 dies  |                                                  |  |
|        | Kurmanbek Bakíev    | masculí |                                   | 02.08.2009 | 07.04.2010 | 0 anys, 248 dies | eleccions presidencials del Kirguizstan de 2009  |  |
|        | Roza Otunbaieva     | femení  |                                   | 07.04.2010 | 03.07.2010 | 0 anys, 87 dies  | ad interim                                       |  |
|        | Roza Otunbaieva     | femení  |                                   | 03.07.2010 | 01.12.2011 | 1 any, 151 dies  |                                                  |  |
|        | Askar Akàiev        | masculí |                                   | 30.12.1995 | 09.12.2000 | 4 anys, 345 dies | Eleccions presidencials del Kirguizistan de 1995 |  |
|        | Askar Akàiev        | masculí |                                   | 09.12.2000 | 24.03.2005 | 4 anys, 105 dies | eleccions presidencials del Kirguizstan de 2000  |  |
|        | Askar Akàiev        | masculí |                                   | 27.10.1990 | 30.12.1995 | 5 anys, 64 dies  | Eleccions presidencials del Kirguizistan de 1991 |  |
|        | Sooronbay Jeenbekov | masculí |                                   | 24.11.2017 | 15.10.2020 | 2 anys, 326 dies | eleccions presidencials del Kirguizstan de 2017  |  |
|        | Sadyr Japárov       | masculí |                                   | 16.10.2020 | 14.11.2020 | 0 anys, 29 dies  | ad interim                                       |  |
|        | Sadyr Japárov       | masculí |                                   | 28.01.2021 |            |                  | eleccions presidencials del Kirguizstan de 2021  |  |
|        | Talant Mamutov      | masculí |                                   | 14.11.2020 | 27.01.2021 | 0 anys, 74 dies  | ad interim                                       |  |